# Mirela Holy

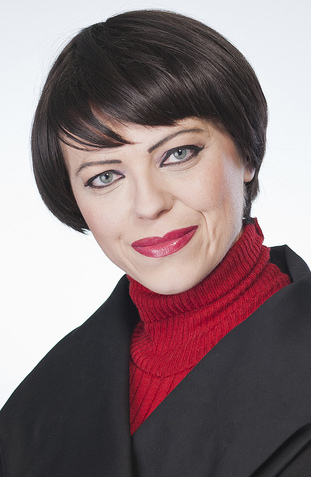
Mirela Holy (2011)

Mirela Holy (* 15. Dezember 1971 in Zagreb) ist eine kroatische Politikerin (ORaH, bis 2013 SDP).

## Leben
Sie studierte Ethnologie und Vergleichende Literaturwissenschaft an der Universität Zagreb, wo sie 2005 im Fach Literaturwissenschaft promovierte. Von 2001 bis 2005 war sie Mitarbeiterin der kroatischen Umweltministeriums, danach arbeitete sie bei der PR-Agentur Maksima komunikacije (zuletzt als Geschäftsführerin).
Seit 1998 war sie Mitglied der Socijaldemokratska partija Hrvatske (SDP). Bei der Parlamentswahl 2007 wurde sie zur Sabor-Abgeordneten gewählt. Als nach der Parlamentswahl 2011 ihr Parteifreund Zoran Milanović Ministerpräsident wurde, holte dieser Mirela Holy als Umweltministerin in sein Kabinett. Von diesem Amt trat sie im Juni 2012 zurück; ihr Nachfolger wurde Mihael Zmajlović.
Am 21. Juni 2013 trat Mirela Holy aus der SDP aus. Sie beteiligte sich im Oktober 2013 an der Gründung der Partei Održivi razvoj Hrvatske (Nachhaltige Entwicklung Kroatiens; das Kürzel ORaH entspricht dem kroatischen Wort für Walnuss, orah), deren Vorsitzende sie ist und die sie als einzige Abgeordnete im Sabor vertrat. Bei der Europawahl 2014 wurde ORaH mit 9,4 % der Stimmen drittstärkste Kraft und errang ein Parlamentsmandat. Dieses Mandat ging eigentlich an Mirela Holy, sie kündigte jedoch an, dieses nicht anzunehmen und weiterhin Sabor-Abgeordnete zu bleiben. Damit rückte Davor Škrlec für sie ins Europäische Parlament nach.
Im Sommer 2015 wuchs die Zahl der OraH-Abgeordneten im Sabor durch Übertritt der bisher zur Partei Hrvatski laburisti – Stranka rada gehörenden Mladen Novak und Zlatko Tušak von 1 auf 3 an. Bei der Parlamentswahl 2015 verfehlte die Partei mit 1,8 % der Stimmen den Einzug ins Parlament.
Mirela Holy ist Dozentin am Lehrstuhl für Psychologie und Kommunikation an der privaten Fachhochschule VERN in Zagreb.

## Schriften
- Mitski aspekti ekofeminizma (Mythische Aspekte des Ökofeminismus), 2007, ISBN 978-953-7177-17-1 (zugl. Diss. Univ. Zagreb 2004)